# Asmate retialis
Asmate retialis är en fjärilsart som beskrevs av Giovanni Antonio Scopoli 1763. Asmate retialis ingår i släktet Asmate och familjen mätare. Inga underarter finns listade i Catalogue of Life.